# Cotylelobium lanceolatum
Cotylelobium lanceolatum là một loài thực vật có hoa trong họ Dầu. Loài này được Craib mô tả khoa học đầu tiên năm 1913.